# Marvin Jouno
Marvin Jouno (Saint-Brieuc, 21 febbraio 1984) è un musicista, compositore e regista francese.

## Biografia
Nato da una famiglia appassionata di musica, Jouno prese il nome da Marvin Gaye, cantante soul statunitense. Da adolescente suonava il basso ma dopo il liceo optò per gli studi cinematografici con il sogno di diventare un regista. In seguito lavorò per dieci anni nelle arti decorative, dietro le quinte di film, serie televisive, pubblicità e servizi fotografici. Nel 2010 iniziò ad applicarsi alla fotografia a alla composizione musicale.

## Carriera
Nel 2010 e nel 2013, Jouno scrisse per sè i suoi primi EP, Éclipse e L'Ivoire. L'anno seguente firmò un contratto con la casa discografica Un plan simple, sussidiaria a Sony Music France. Il primo EP disponibile al pubblico è Ouverture, del 2015, che conta quattro tracce fra le quali Quitte à me quitter, il brano di punta da cui realizzò il video musicale.
L'11 marzo del 2016 uscì il suo primo album di undici tracce, Intérieur nuit, accompagnato da un film di 48 minuti, trasmesso su France 4, di cui Jouno è interprete e co-regista. L'album riscosse un grande successo di critica e vinse il premio RTBF come miglior album francese del 2016. Dopo una tournée di circa 70 date fino al 2017, in Francia e all'estero, Jouno decise di intraprendere da solo un viaggio da Brest a Tokyo senza prendere l'aereo.
Il 26 ottobre 2018 fu svelato il primo estratto del secondo album discografico, Sur Mars, attraverso una clip co-diretta con Adrien Benoliel. L'album uscì il 25 gennaio 2019.

## Discografia

### Album in studio
- 2016 –  Intérieur nuit
- 2019 – Sur Mars

### EP
- 2019 – Ouverture